# Condado de Lincoln (Virgínia Ocidental)
O Condado de Lincoln é um dos 55 condados do estado norte-americano da Virgínia Ocidental. A sede do condado é Hamlin, que é também a sua maior cidade. O condado tem uma área de 1137 km² (dos quais 3 km² estão cobertos por água), uma população de 22 108 habitantes, e uma densidade populacional de 20 hab/km² (segundo o censo nacional de 2000). O condado foi fundado em 1867 e recebeu o seu nome em homenagem a Abraham Lincoln (1809-1865), que foi o décimo-sexto presidente dos Estados Unidos.